# Stefania Michnowska
Stefania Michnowska, także Michnowska-Rzeszutko (ur. 26 grudnia 1881 w Warszawie, zm. 13 marca 1962 w Katowicach) – polska aktorka występująca głównie w Teatrze miejskim we Lwowie i Teatrze Śląskim w Katowicach.

## Życiorys
Uczyła się na pensji w Warszawie, a następnie w Klasie Dramatycznej przy Warszawskim Towarzystwie Muzycznym. 20 lutego 1900 debiutowała w warszawskim Teatrze Ludowym. Później występowała we Lwowie, Poznaniu, Sosnowcu, Kijowie, Berdyczowie, Żytomierzu, Kamieńcu i Białej Cerkwi.
W 1905 powróciła do Teatru Miejskiego we Lwowie i tam występowała do 1930, kiedy to przeszła na emeryturę. Będąc na emeryturze występowała gościnnie w różnych teatrach.
W 1945 w ramach przesiedleń przybyła, wraz z zespołem Teatru Miejskiego, do Katowic i została aktorką Teatru Śląskiego. Tam, kilka miesięcy przed śmiercią, świętowała 60-lecie pracy artystycznej. W ciągu całej kariery zagrała około 300 ról. Odznaczona Krzyżem Kawalerskim Orderu Odrodzenia Polski i Złotym Krzyżem Zasługi.

## Życie prywatne
Była córką Edmunda, muzyka, i Marii z Reiffów. Wyszła za mąż za aktora Henryka Klimontowicza, a po jego śmierci w 1914 w tym samym roku poślubiła Tomasza Rzeszutko - perukarza z Teatru Miejskiego. Miała jednego syna, który zginął w czasie II wojny światowej.
Została pochowana na cmentarzu przy ul. Francuskiej w Katowicach.